# Reepham (Lincolnshire)
Reepham est une paroisse civile et un village du Lincolnshire, en Angleterre.